# Superliga 2000-2001 (Slovacchia)
L'edizione 2000-01 della Corgoň Liga vide la vittoria finale dell'ASK Inter Slovnaft Bratislava.
Capocannoniere del torneo fu Szilárd Németh (ASK Inter Slovnaft Bratislava), con 23 reti.

## Classifica finale
|    | Classifica         | G  | V  | N  | P  | GF | GS | Dif | Pt |
| -- | ------------------ | -- | -- | -- | -- | -- | -- | --- | -- |
| 1  | Inter Bratislava   | 36 | 25 | 5  | 6  | 73 | 28 | 45  | 80 |
| 2  | Slovan Bratislava  | 36 | 21 | 8  | 7  | 84 | 49 | 35  | 71 |
| 3  | Ružomberok         | 36 | 15 | 10 | 11 | 51 | 48 | 3   | 55 |
| 4  | Artmedia Petržalka | 36 | 15 | 9  | 12 | 59 | 55 | 4   | 54 |
| 5  | Žilina             | 36 | 11 | 12 | 13 | 41 | 46 | -5  | 45 |
| 6  | Púchov             | 36 | 9  | 13 | 14 | 47 | 53 | -6  | 40 |
| 7  | Tatran Prešov      | 36 | 10 | 10 | 16 | 44 | 54 | -10 | 40 |
| 8  | OD Trenčín         | 36 | 11 | 6  | 19 | 35 | 59 | -24 | 39 |
| 9  | Košice             | 36 | 10 | 7  | 19 | 42 | 61 | -19 | 37 |
| 10 | Spartak Trnava     | 36 | 8  | 10 | 18 | 39 | 62 | -23 | 34 |

### Verdetti
- ASK Inter Slovnaft Bratislava campione di Slovacchia 2000-01.
- Spartak Trnava retrocesso in II. liga.

## Statistiche e record

### Classifica marcatori
| Gol |  |  | Giocatore        | Squadra           |
| --- |  |  | ---------------- | ----------------- |
| 23  |  |  | Szilárd Németh   | Inter Bratislava  |
| 18  |  |  | Ľubomír Meszároš | Slovan Bratislava |
| 17  |  |  | Tibor Jančula    | Slovan Bratislava |
| 16  |  |  | Ali Lembakoali   | Púchov            |
| 12  |  |  | Ľubomír Reiter   | Žilina            |
| 11  |  |  | Tomáš Oravec     | Ružomberok        |
| 10  |  |  | Róbert Vittek    | Slovan Bratislava |
| 10  |  |  | Peter Babnič     | Inter Bratislava  |
| 9   |  |  | Jozef Mužlay     | Púchov            |
| 9   |  |  | Norbert Hrnčár   | Slovan Bratislava |